# アル・クルン

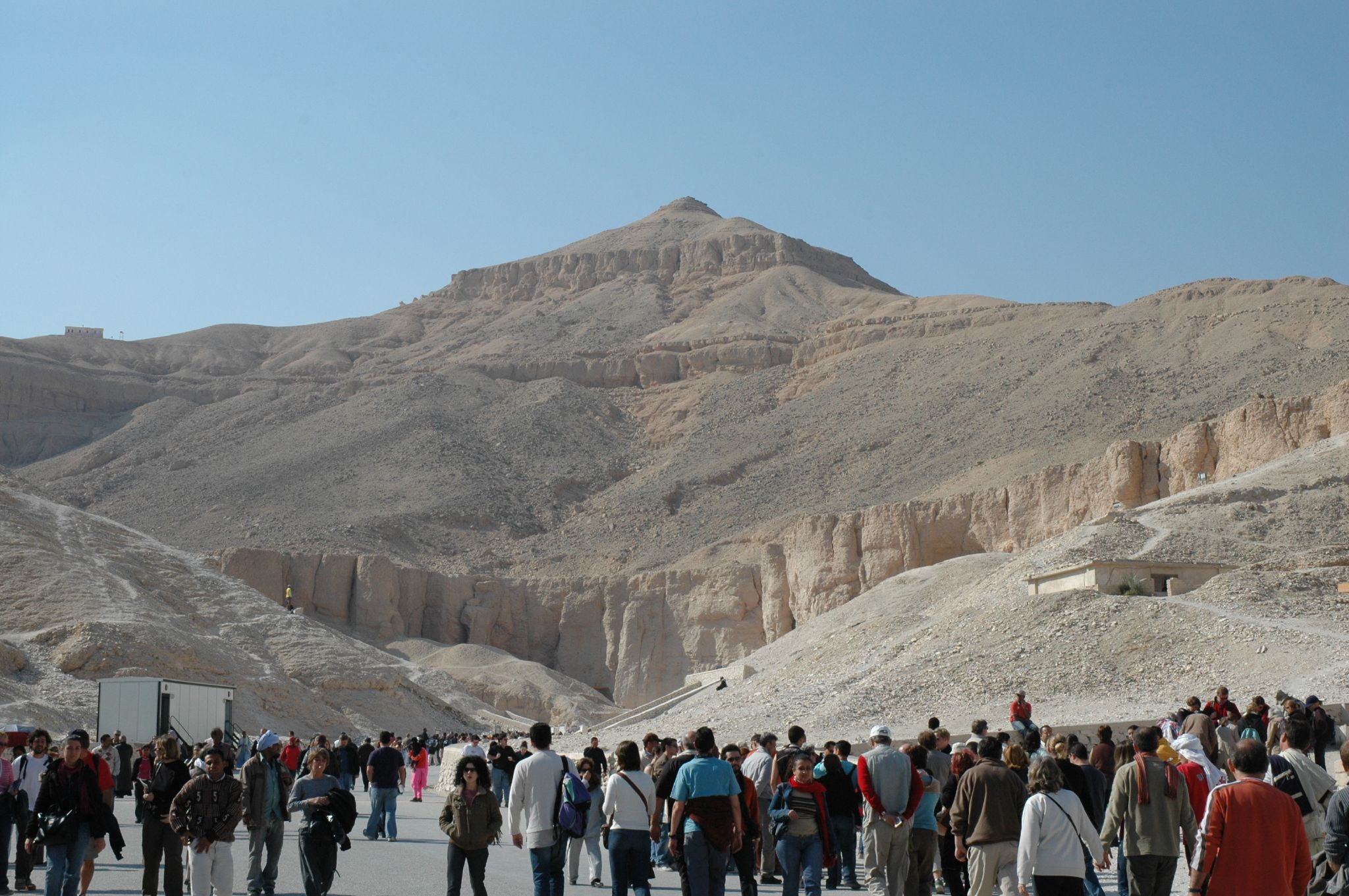
アル・クルンを北東麓にある王家の谷から見る

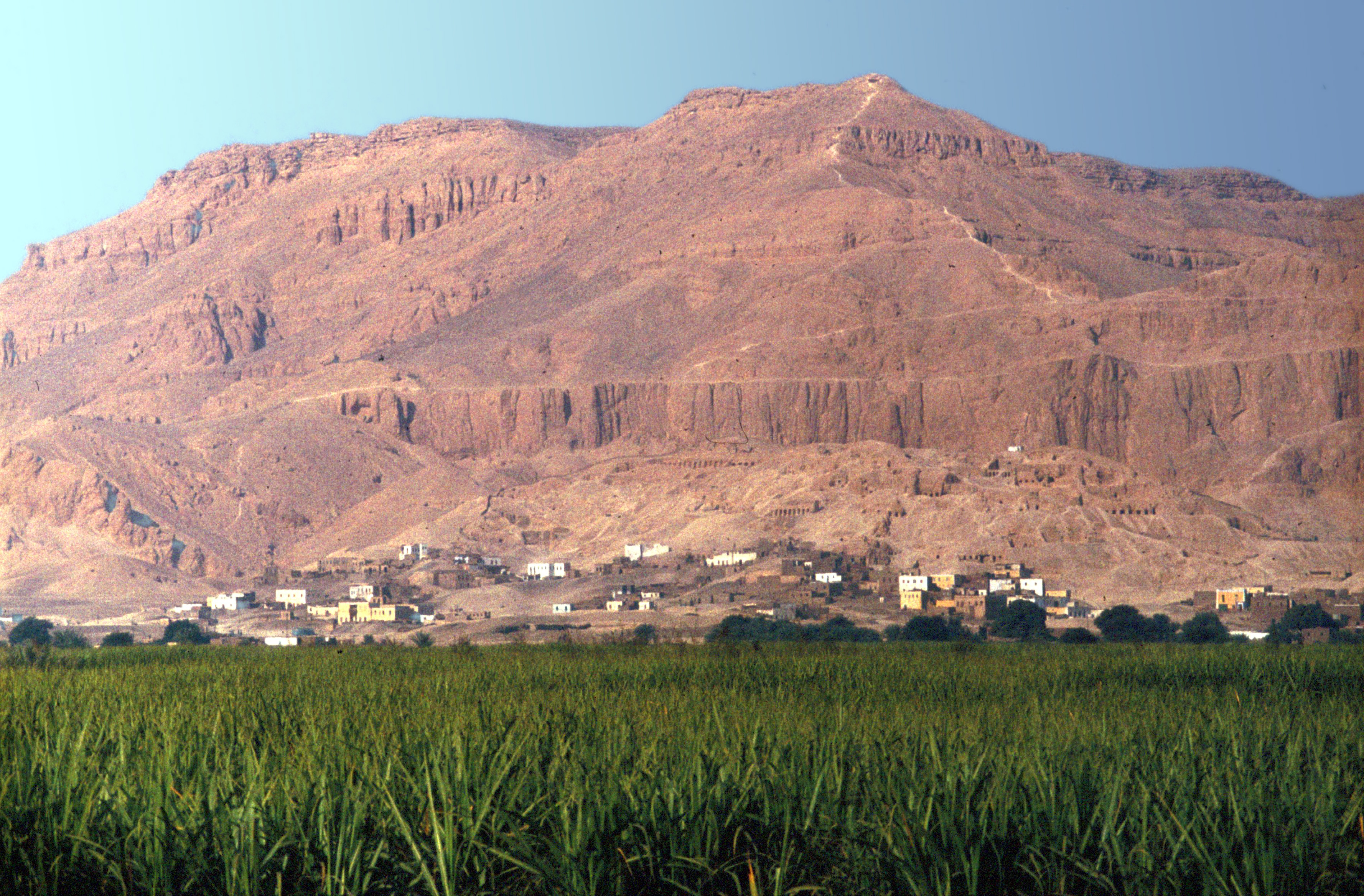
南東から

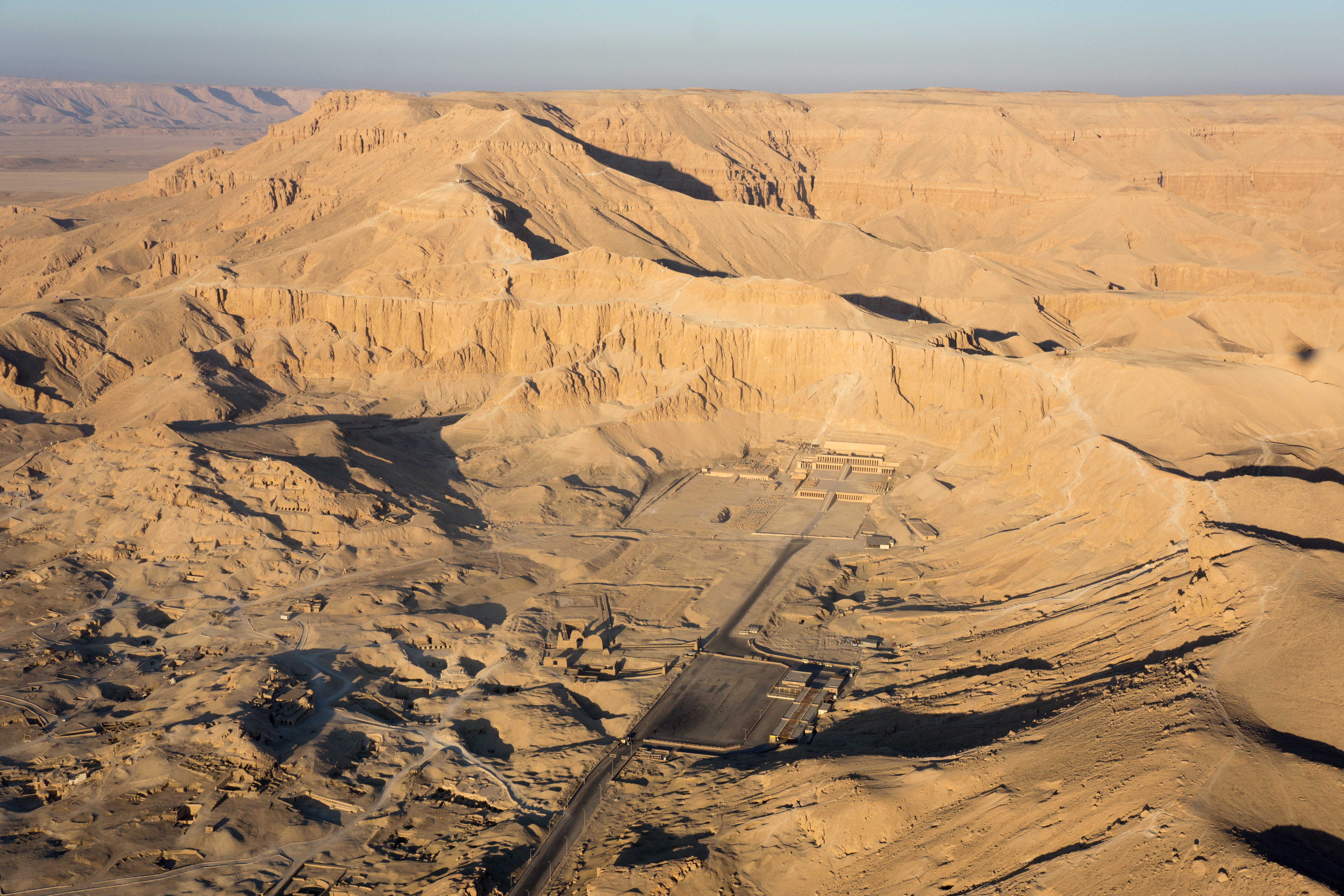
真東上空から
中央右はハトシェプスト女王葬祭殿

アル・クルン（アラビア語: القرن ，対訳「角（つの）」）は、エジプトのテーベ丘陵地帯の最高峰（420 m）である。 テーベの対岸であるナイル川西岸（現在のルクソール）に位置する。古代の名前は「頂上」を意味する Ta Dehent であった。王家の谷の入り口から見るとほぼピラミッドの形をしているため、 エジプト学の学者の一部はそのことによって王家のネクロポリスとしてこの場所が選ばれたと考えている。 
また、この地域は女神ハトホル・コブラの女神メルセゲルに深く結びついている。というのも、最高地点の近くには丘の側面から数メートル先に突き出た板状の岩があり、肋骨により頚部の皮膚を広げているコブラだと簡単に見なすことができるからだ。

## 登山
頂上に徒歩で到達するためには、王家の谷から行くルートとディア＝エル＝メディナの近くから行くルートの2つがあるが、どちらも行き帰りはそれぞれ1時間〜1時間半かかる。 
ディア＝エル＝メディナのルートのうち、75％はコンクリートの階段でできており簡単だが、残りの25％は少し登りにくく、一時的に手を使う必要もある（それでも、特別な登山スキルはいらず、高齢者にも適している）。 このルートには、2つの有人警備所がある。コブラの形をした岩は、ディア＝エル＝メディナのルートにあるが、2つのルートどちらからも簡単に行くことができる。 